# John Charles Butcher
John Charles Butcher ONZM (Auckland, 31 de março de 1933 é um matemático neozelandês. Especialista em métodos numéricos para solução de equações diferenciais ordinárias na área de procedimentos lineares gerais, em especial os métodos de Runge-Kutta, sendo nesta área uma das mais significativas personalidades das últimas décadas.
Butcher estudou na Universidade de Auckland e obteve um doutorado em 1961 na Universidade de Sydney, orientado por Harry Messel e John Makepeace Bennett, com a tese The application of digital computers to calculations in cosmic ray physics. Esteve depois na Universidade de Sydney, Universidade de Canterbury e no Centro de Aceleração Linear de Stanford (SLAC). Foi a partir de 1966 professor na Universidade de Auckland, a partir de 1999 professor emérito. Em sua memória é denominado o Butcher-Tableau e o grupo de Butcher para representação dos métodos de Runge-Kutta.
Em 1980 foi eleito fellow da Sociedade Real da Nova Zelândia. Em 2010 foi eleito fellow da Society for Industrial and Applied Mathematics e em 2008 fellow honorário da European Society of Computational and Applied Mathematics.
Recebeu a Medalha Hector de 1996.

## Obras
- The Numerical Analysis of Ordinary Differential Equations: Runge-Kutta and General Linear Methods (em inglês) 1. ed. New York City: Wiley. Fevereiro de 1987. ISBN 978-0471910466
- Numerical Methods for Ordinary Differential Equations (em inglês) 2. ed. New York City: Wiley. Março de 2008. ISBN 978-0-470-72335-7